# Pivovar (Hořice)
Pivovar v Hořicích (dnes známý také jako Expivovar) je pivovar ve stejnojmenném městě. Od roku 2002 je zapsán v seznamu kulturních památek.

## Historie

### Před výstavbou pivovaru
Pivovar v Hořicích je připomínán již ve 14. století. K vzestupu pivovarnictví dochází za panování Smiřických ze Smiřic. Původní budova pivovaru stála na náměstí, na příkaz Albrechta z Valdštejna však byla zbořena. Později byl postaven pivovar u zámku. Kvůli nevhodnosti vody ze studny museli vodu dovážet z potoka. Roku 1770 sice přišel sládek s nápadem brát vodu z nedaleké gothardské studánky, při kopání se však pramen ztratil. Chmel byl pěstován v okolí a led byl dovážen z bašnických rybníků.

### Akciová společnost
5. září 1872 byl zakoupen pivovar akciovou společností. Původně bylo pro stavbu zvažováno jiné místo, dosavadní pivovar byl ale méně finančně náročný. Kupní cena pivovaru byla 70 000 Zlatých. První várka piva byla stočena 17. března 1873. Areál však novým majitelům nestačil, proto se rozhodli pro jeho přestavbu. Nový areál byl vybudován v letech 1885 až 1895. Na stavbu byl použit pískovec z lomu u svatého Josefa v Hořicích. Při jeho budování byly uplatňovány novorenesanční architektonické principy a používány pokrokové stavební postupy. Taktéž vybavení bylo na svou dobu velmi moderní. Prvním předsedou výboru pivovaru se stal bývalý sládek Theodor Franz. Na místo sládka nastoupil František Chodounský. Kvůli názorovým střetům však oba své místo ještě v roce 1874 opustili.
Pivovar byl elektrifikován roku 1901. Od té doby se zde vařilo desetistupňové i dvanáctistupňové pivo. Podnik prosperoval a 7. prosince 1915 zakoupil za 34 000 Korun Dělnický dům (dnes Dům kultury Koruna) . V roce 1916 byla postavena nová budova a pořízeno zařízení k výrobě ledu, které však ani pět let po válce ještě nebylo zprovozněno. Roku 1925 stočil pivovar 18 812 hektolitrů piva. Hořické pivo sklízelo úspěch i na výstavách a soutěžích.

### Po druhé světové válce
Pivovar pokračoval v činnosti i po druhé světové válce. Roku 1948 byl znárodněn a spadl pod Podkrkonošské pivovary n. p. Ještě ten rok však byla přeřazena pod národní podnik Hradecké pivovary. Na přelomu 50. a 60. let bylo pivo z hořického pivovaru dokonce označováno jako „druhá plzeň“. Roku 1960 se majitelem pivovaru stal národní podnik Východočeské pivovary. Po roce 1966 se kvalita piva začala zhoršovat a do vody navíc vnikly chemikálie ze závodu ČSAO (Československé automobilové opravy). V červnu 1976 byla výroba piva definitivně zrušena a v areálu se usídlila sodovkárna.
Roku 2002 byl areál pivovaru prohlášen za kulturní památku a o rok později přešel do soukromých rukou. Noví majitelé pivovar citlivě zrekonstruovali a zprovoznili zde bar a restauraci. Roku 2017 zde byla obnovena výroba piva pod značkou JungBerg.

## Sládci
- Theodor Franz (1872–1874)
- František Chodounský (1874)
- Vilém Mattuš (1874–1878)
- Robert Rabas (1878–1901)
- Josef Novák (1901–1903)
- František Walzek (1903–1917)
- Antonín Hříbal (1917–1939)
- Alois Kurz (1939–1950)[9]

## Popis
Areál se nachází na severovýchodní okrajové části města v Riegrově ulici. Součástí areálu je budova staré a nové lednice. Jde o jednotraktovou budovu s pěti příčnými valeně klenutými prostory. Dále se zde nachází provozní budova s varnou a chladírna-stáčírna. K východnímu průčelí je připojen schodišťový přístavek. K pivovaru náleží hodnotné oplocení.
V současnosti (2021) se v areálu nachází pivovar JungBerg, restaurace Staré Časy, stánek se zmrzlinou a podnik Stressbar.

## Galerie

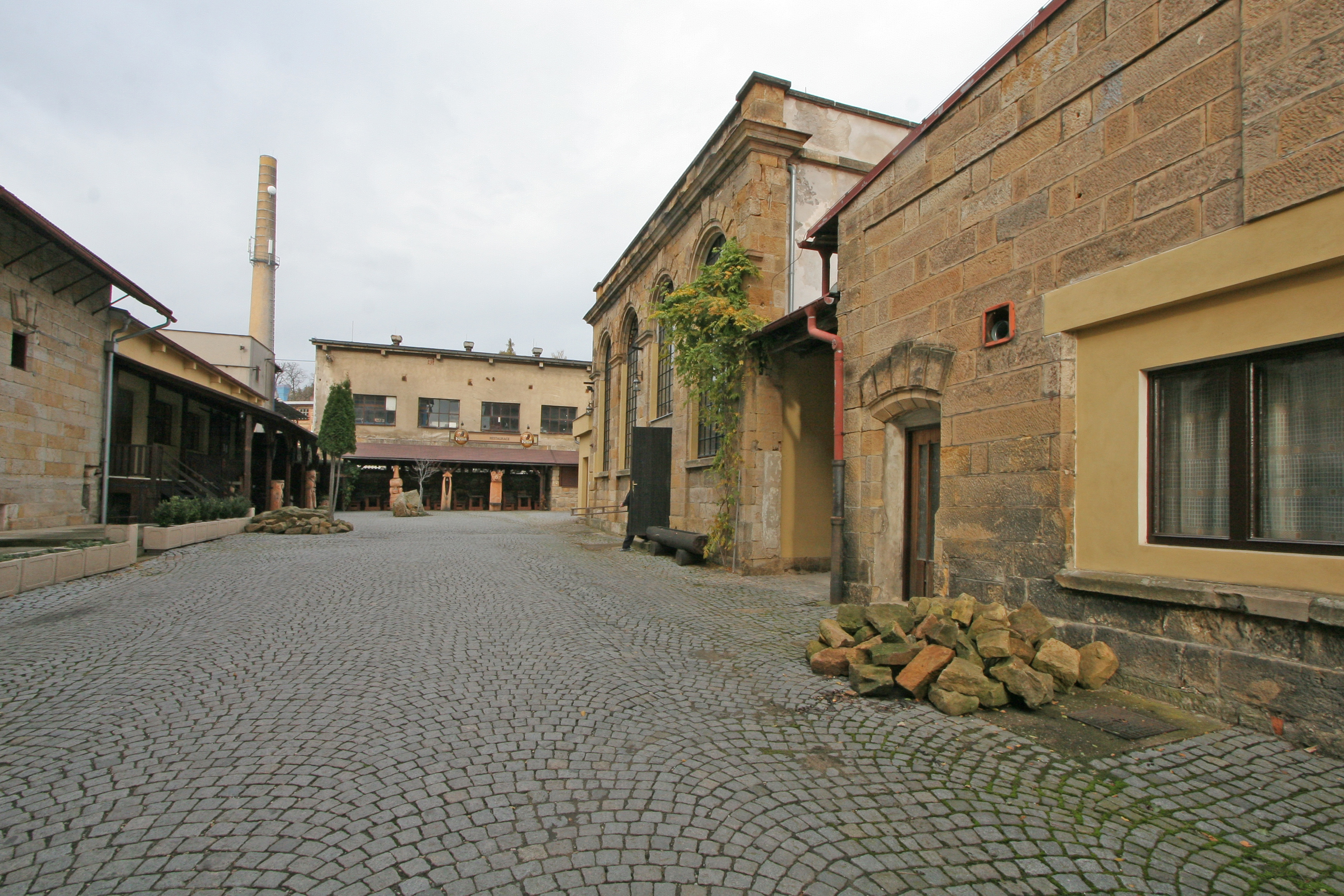
Areál pivovaru
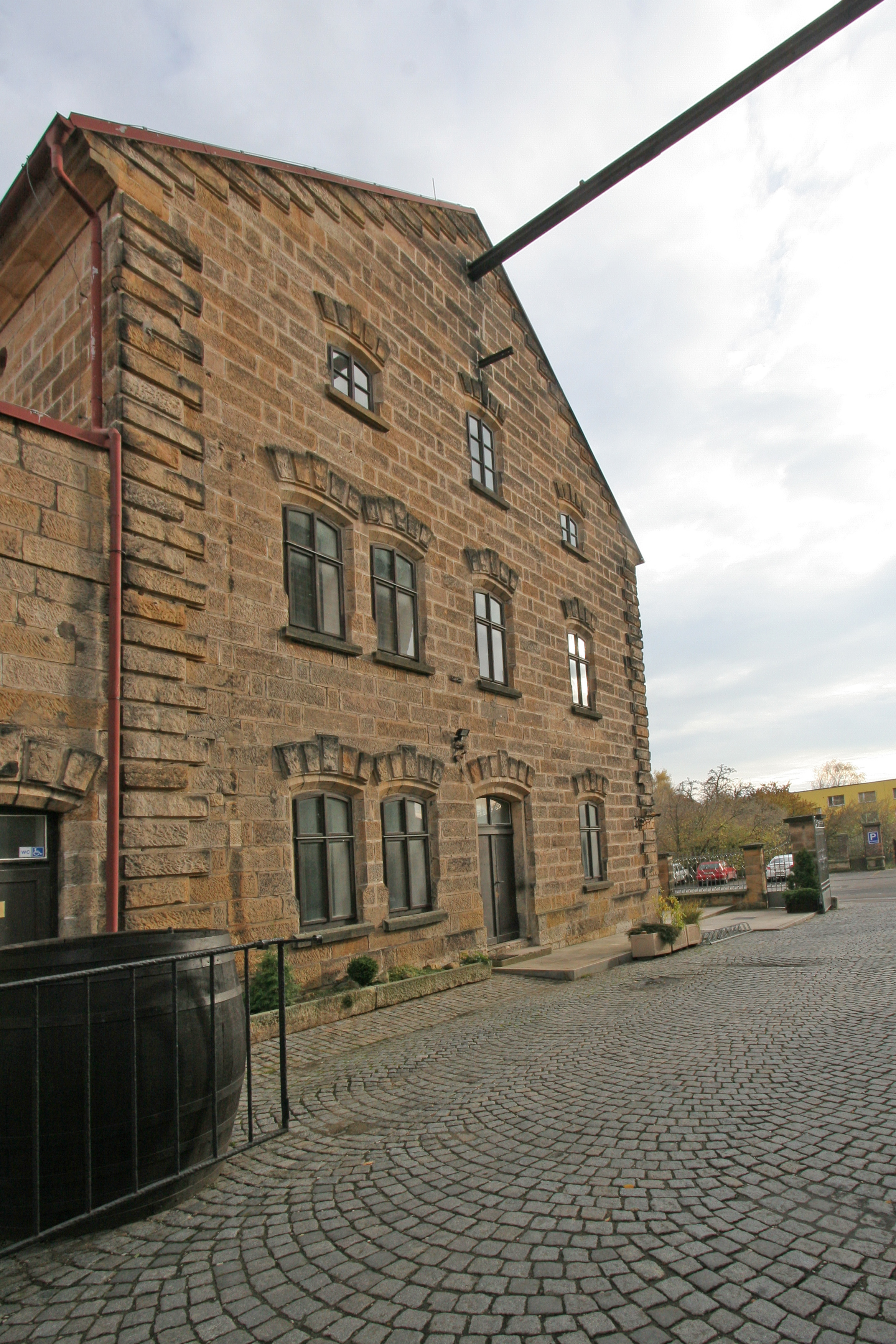
Areál pivovaru
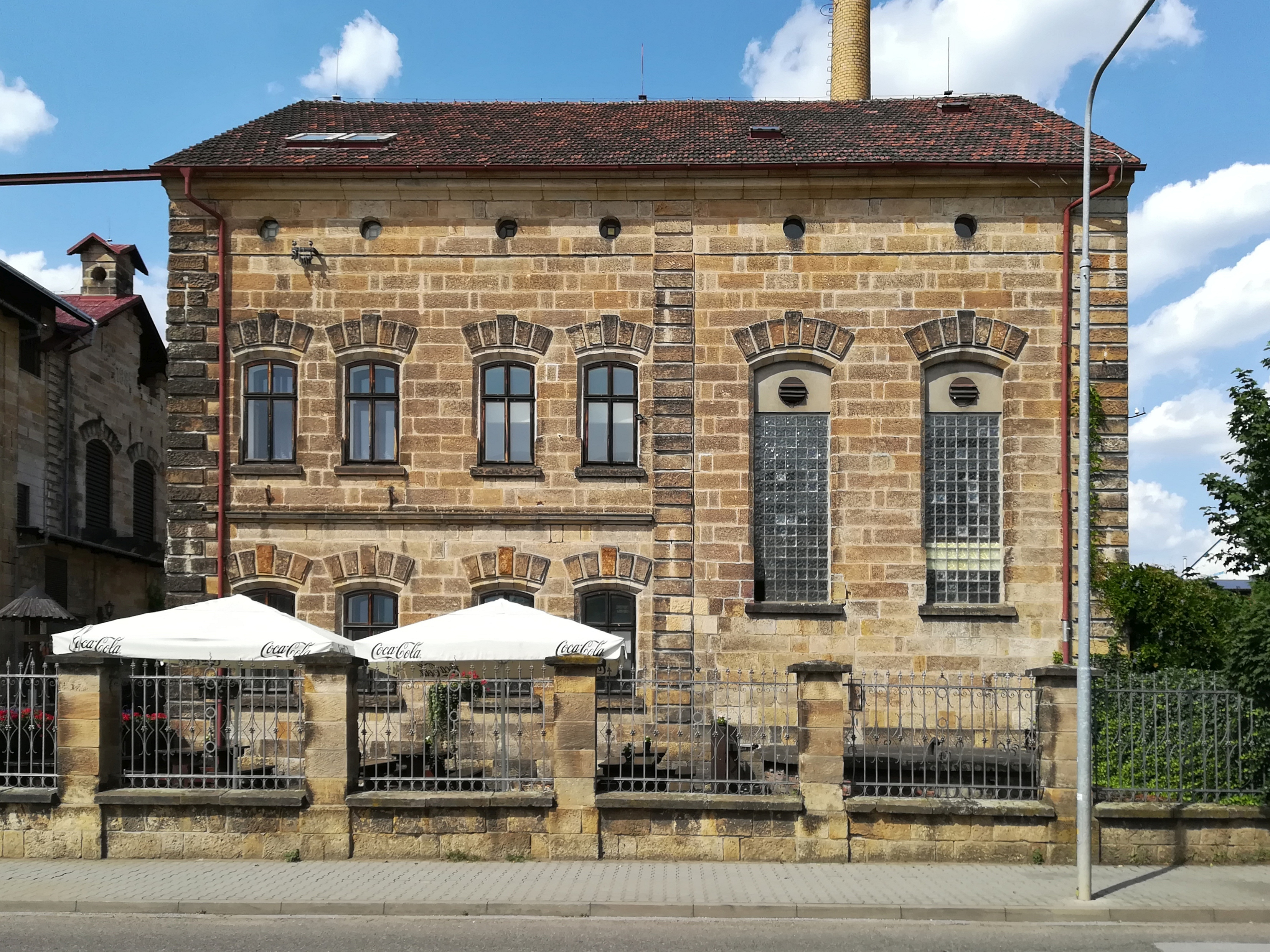
provozní budova
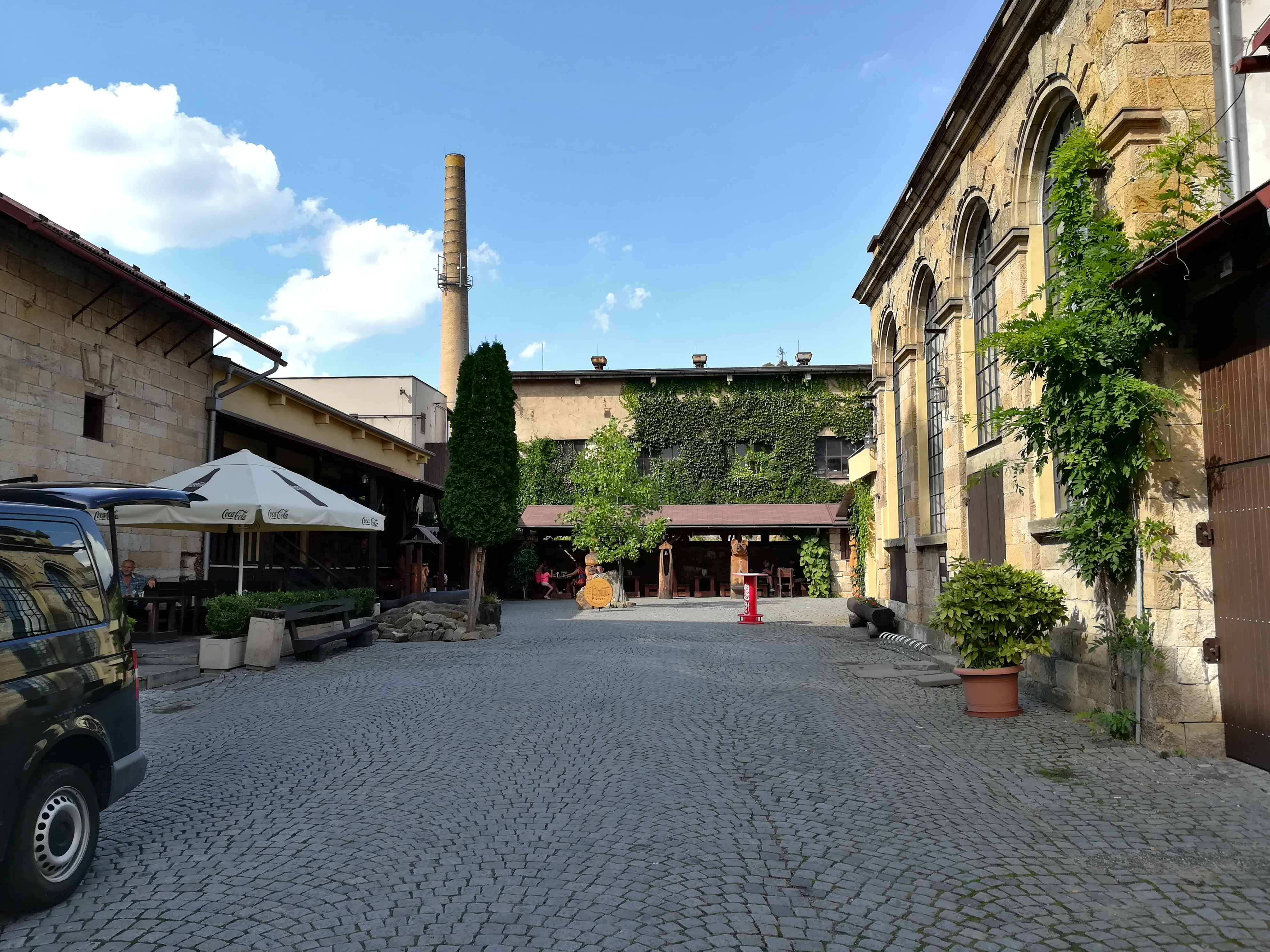
dvůr